# Bisdom Tiruchirapalli
Het bisdom Tiruchirapalli (Latijn: Dioecesis Tiruchirapolitana) is een rooms-katholiek bisdom met als zetel Tiruchirappalli, in India. Het bisdom is suffragaan aan het aartsbisdom Madurai. 

## Geschiedenis
Het bisdom werd voor de eerste keer opgericht in 1606, als de missio sui iuris Madura, uit delen van het bisdom Cochin. In 1700 verloor het gebied bij de oprichting van de missio sui iuris Coromandel Coast. In 1773 werd het opgeheven bij de oprichting van het bisdom São Tomé of Meliapore.
Op 8 juli 1836 werd het opnieuw opgericht, als de apostolische prefectuur Madura, uit delen van het bisdom São Tomé of Meliapore en de missio sui iuris Coromandel Coast. Op 19 mei 1846 werd het verheven tot apostolisch vicariaat met de naam apostolisch vicariaat Madurai and Coromandel Coast.  Op 1 september 1886 werd het verheven tot bisdom met de naam bisdom Madurai. Op 7 juni 1887 veranderde het van naam naar bisdom Trichinopoly, en werd suffragaan aan het aartsbisdom Pondicherry. Op 2 oktober 1893 veranderde het van kerkprovincie en werd suffragaan aan het aartsbisdom Bombay. Op 21 oktober 1950 veranderde het nogmaals van naam naar bisdom Tiruchirapalli. Op 19 september 1953 veranderde het nogmaals van kerkprovincie en werd suffragaan aan het aartsbisdom Madurai.

## Parochies
Het bisdom had in 2022 een oppervlakte van 12.144 km2 en telde 2.431.614 inwoners waarvan 11,4% rooms-katholiek was.

## Ordinarii

### Prefecten
- Louis-Charles-Auguste Hébert (8 juli 1836 - 3 oktober 1836)

### Apostolisch vicarissen
- Clément Bonnand (3 oktober 1836 - 1850; coadjutor sinds 8 juli 1836)
  - Etienne-Louis Charbonnaux (coadjutor: 15 juni 1841 - 1845)
  - Jean-Félix-Onésime Luquet (coadjutor: 8 augustus 1845 - 23 december 1850)

### Bisschoppen
- Alexis Canoz (apostolisch vicaris: 22 mei 1846, bisschop 25 november 1886 - 2 december 1888)
- Jean-Marie Barthe (21 maart 1890 - 19 december 1913)
- Ange-Auguste Faisandier (19 december 1913 - 24 september 1934; coadjutor sinds 30 maart 1909)
- Jean Pierre Leonard (2 januari 1936 - 8 januari 1938)
- James Mendonça (7 maart 1938 - 23 november 1970)
- Thomas Fernando (23 november 1970 - 6 oktober 1990)
- Gabriel Lawrence Sengol (6 oktober 1990 - 14 oktober 1997)
- Antony Devotta (16 november 2000 - 14 juli 2018)
  - Devadass Ambrose Mariadoss (apostolisch administrator: 14 juli 2018 - 15 augustus 2021)
- Savarimuthu Arokiaraj (29 juni 2021 - heden)

## Galerij van afbeeldingen

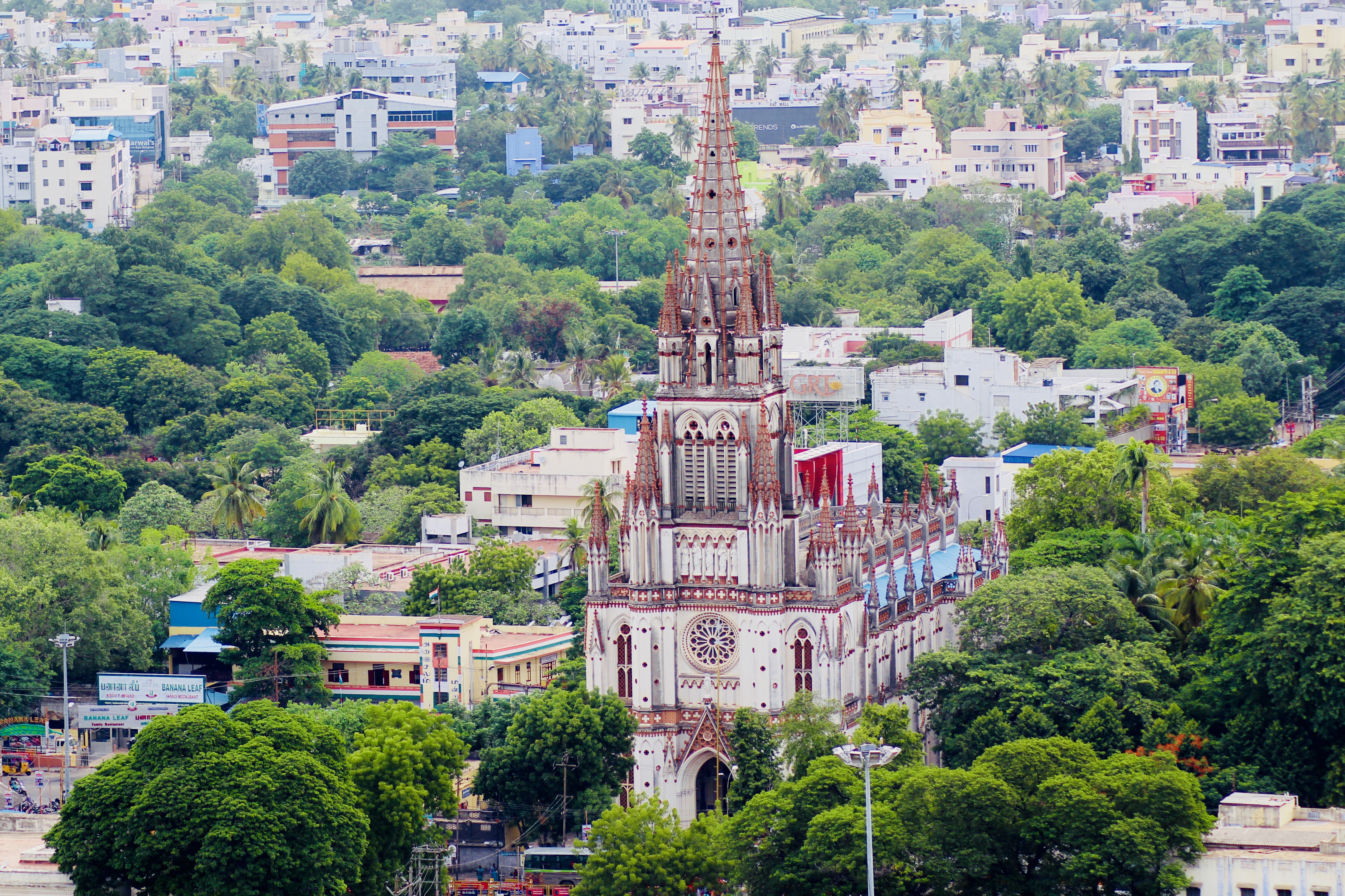
Our Lady of Lourdes-kerk in Tiruchirappalli
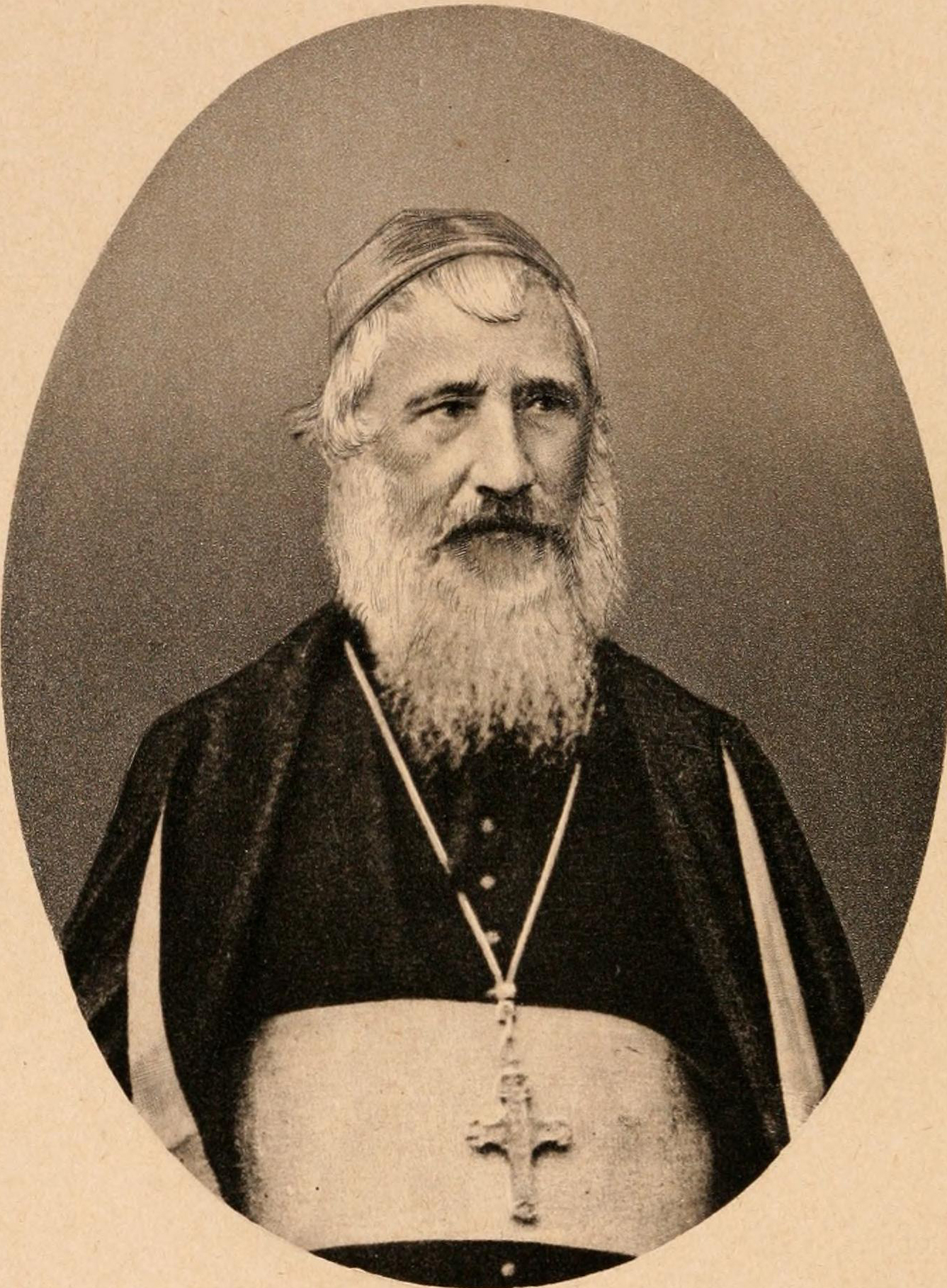
Bisschop Alexis Canoz (1846-1888), de eerste bisschop
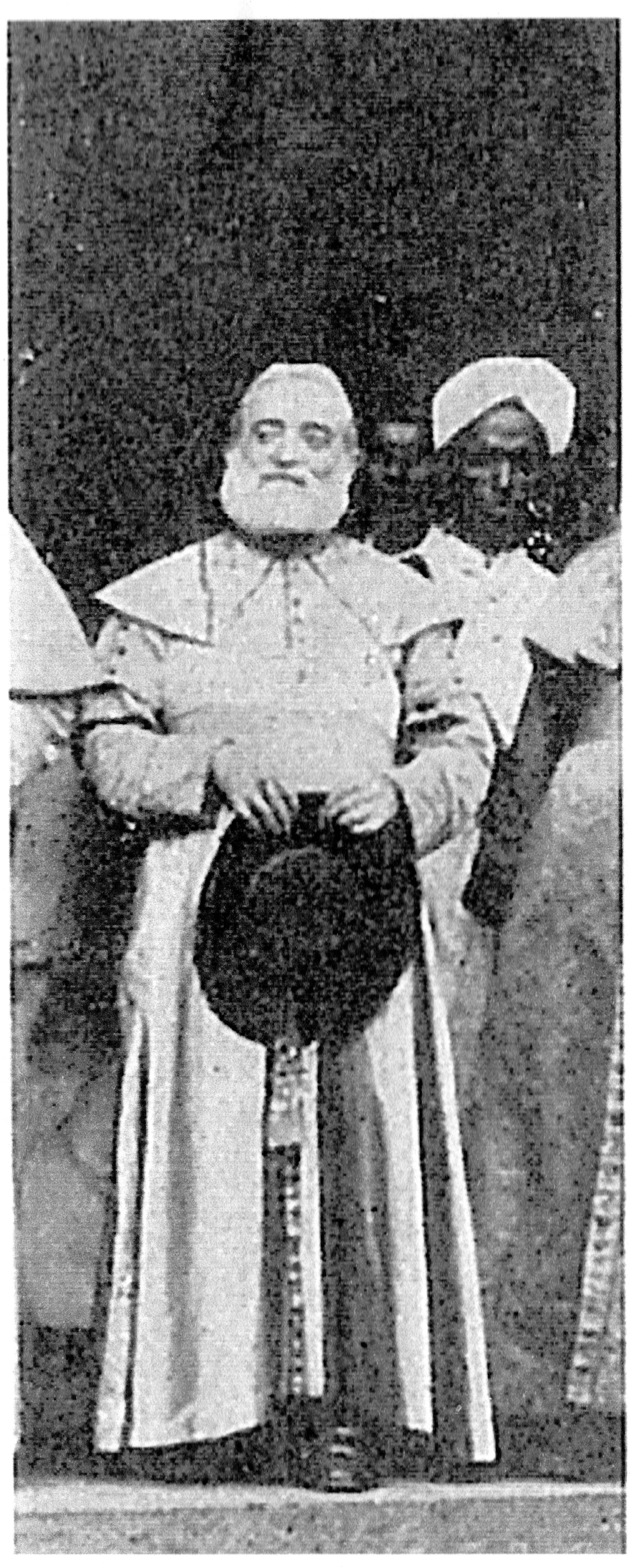
Bisschop Jean-Marie Barthe (1890-1913)
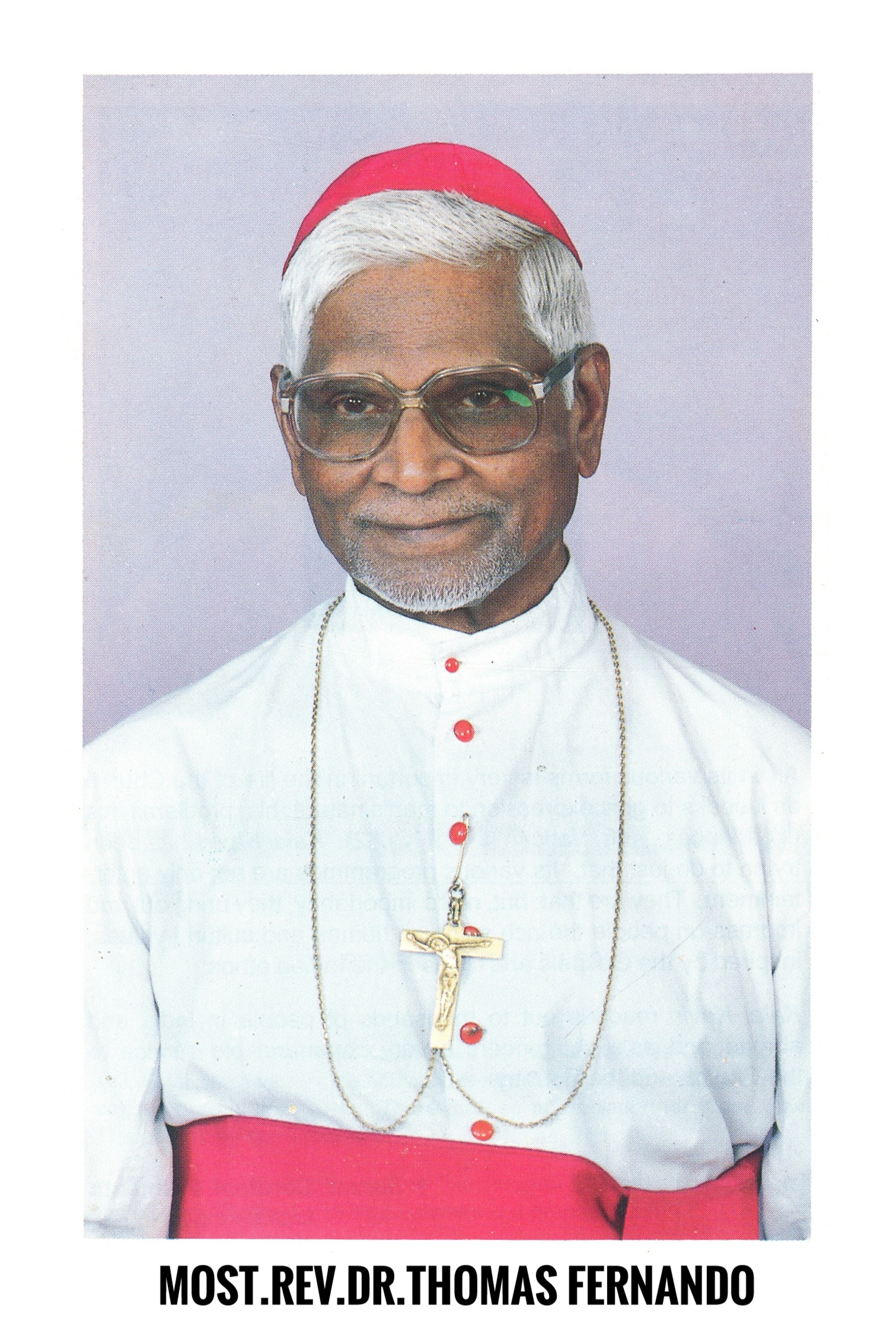
Bisschop Thomas Fernando (1970-1990)
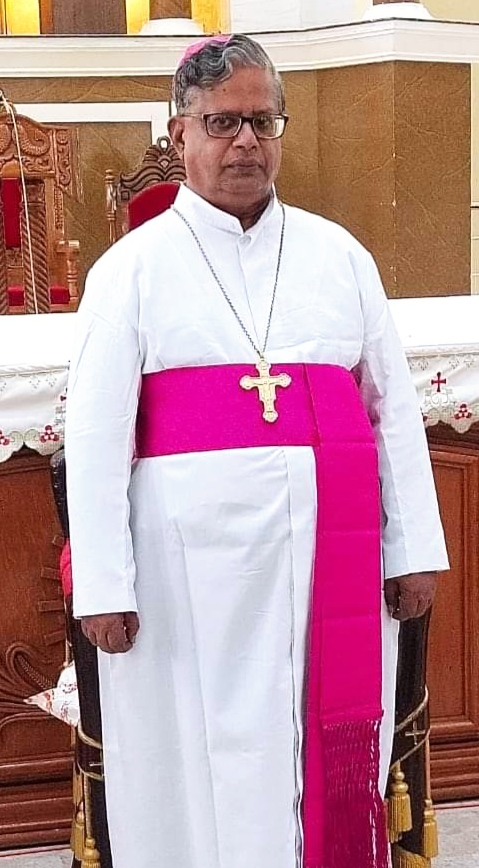
Bisschop Savarimuthu Arokiaraj (2021-heden)

Madurai (aartsbisdom) · Dindigul · Kottar · Kuzhithurai · Palayamkottai · Sivagangai · Tiruchirapalli · Tuticorin